# Linus Söderström
Linus Söderström (* 23. August 1996 in Stockholm) ist ein schwedischer Eishockeytorwart, der seit Juli 2020 bei Ässät Pori in der finnischen Liiga unter Vertrag steht.

## Karriere
Linus Söderström begann seine Karriere als Eishockeyspieler beim Värmdö HC. Im Jahr 2011 wechselte er zu Djurgårdens IF. Mit dem Team aus Stockholm gewann er 2012 die schwedische U16-Meisterschaft, wozu er mit der besten Fangquote und dem geringsten Gegentorschnitt tatkräftig beitrug. Im Folgejahr erreichte er nicht nur die beste Fangquote der Südstaffel der U18-Allsvenskan, sondern wurde auch zum besten schwedischen U18-Torhüter gewählt. Von 2013 bis 2015 spielte er überwiegend in der J20 SuperElit, die er mit Djurgården 2015 gewinnen konnte, wurde in der Spielzeit 2014/15 aber auch leihweise beim Södertälje SK und dem Almtuna IS in der HockeyAllsvenskan der Herren eingesetzt. Zuvor war er beim NHL Entry Draft 2014 von den New York Islanders in der vierten Runde als insgesamt 95. Spieler gezogen worden. Er wurde dort jedoch nicht unter Vertrag genommen und blieb in Schweden. Nach einer Saison beim HC Vita Hästen in der HockeyAllsvenskan wechselte er 2016 zum HV71, für den er fortan in der Svenska Hockeyligan das Tor hütete.
Zur Saison 2018/19 wechselte Söderström in die Organisation der Islanders und sollte dort für deren Farmteam zum Einsatz kommen, die Bridgeport Sound Tigers aus der American Hockey League. Die folgenden zwei Jahre waren jedoch derart von Verletzungen geprägt, dass er nur zu vier Partien für die Worcester Railers in der drittklassigen ECHL kam, ehe er im Sommer 2020 nach Europa zurückkehrte und sich Ässät Pori aus der finnischen Liiga anschloss.

### International
Für Schweden nahm Söderström im Juniorenbereich an der U18-Weltmeisterschaft 2014 und den U20-Weltmeisterschaften 2015 und 2016, als er mit zwei Shutouts in fünf Spielen, der besten Fangquote und dem geringsten Gegentorschnitt zum besten Torhüter des Turniers und auch in das All-Star-Team gewählt wurde, teil.

## Erfolge und Auszeichnungen
- 2012 Schwedischer U16-Meister mit Djurgården Hockey
- 2012 Beste Fangquote und geringster Gegentorschnitt der schwedischen U16-Meisterschaft
- 2013 Bester schwedischer U18-Torwart und beste Fangquote der Südstaffel der U18-Allsvenskan
- 2015 Schwedischer U20-Meister mit Djurgården Hockey
- 2016 Bester Torhüter, All-Star-Team, beste Fangquote und geringster Gegentorschnitt bei der U20-Weltmeisterschaft
- 2023 Honkens trofé
- 2024 Stefan Liv Memorial Trophy